# Diomedea (zoologia)
Il genere Diomedea Linnaeus, 1758, della famiglia dei Diomedeidi, comprende i cosiddetti grandi albatri. In passato includeva tutte le specie di questi grandi uccelli marini, tranne gli albatri fuligginosi, ma in seguito ad una revisione del 1996 i cosiddetti mollymawk, albatri di dimensioni più ridotte, e gli albatri del Pacifico Settentrionale sono stati elevati al rango di generi a sé stanti (Nunn et al., 1996). I grandi albatri si suddividono a loro volta in due gruppi di specie, quelli urlatori e di Amsterdam e quelli reali. La suddivisione di questi uccelli in sei o sette specie è stata accettata dalla maggior parte degli autori, sebbene non da tutti (Penhallurick & Wick, 2004, ma anche Rheindt & Austin, 2005).
Gli albatri urlatori e quelli reali del sud sono i più grandi di tutti gli albatri, oltre ad essere tra gli uccelli volatori di maggiori dimensioni. La loro apertura alare è superiore a quella di tutti gli altri volatili: fino a 3,5 m da un'estremità all'altra, sebbene in genere si aggiri solo sui 3 m. I grandi maschi adulti possono superare gli 11 chili di peso, quanto un grosso cigno.

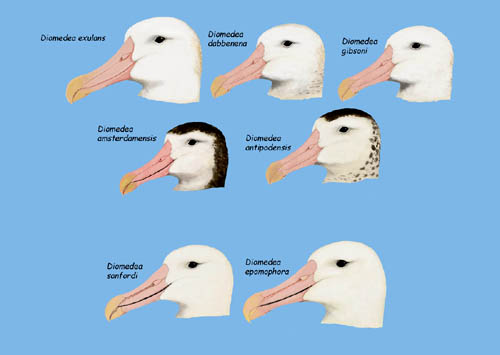
Le caratteristiche facciali delle varie specie di Diomedea.

Il piumaggio dei grandi albatri si fa sempre più bianco con l'avanzare dell'età. I due albatri reali e i vecchi maschi di albatro urlatore sono completamente bianchi, sebbene le femmine e i giovani di entrambe le specie posseggano zone di colore scuro al margine delle penne. Le specie o sottospecie più piccole e i giovani hanno un colore dai toni più scuri. L'albatro di Amsterdam, scoperto solo recentemente, mantiene il piumaggio marrone scuro dei giovani anche in età adulta.
I grandi albatri sono diffusi in tutto l'Oceano Meridionale e nidificano (per la maggior parte) sulle remote isole di questo oceano. Gli albatri urlatori si riproducono su quasi tutte le isole dei mari meridionali, dall'Oceano Atlantico (South Georgia e Tristan da Cunha) alle isole sub-antartiche dell'Oceano Indiano e della Nuova Zelanda. Gli albatri reali nidificano solamente sulle isole sub-antartiche della Nuova Zelanda e in un unico sito sulla Penisola di Otago.

## Sistematica
Genere Diomedea
- Diomedea epomophora - albatro reale del sud
- Diomedea sanfordi - albatro reale del nord
- Diomedea exulans - albatro urlatore
- Diomedea antipodensis - albatro degli Antipodi
  - D. a. gibsoni - albatro di Gibson
- Diomedea dabbenena - albatro di Tristan
- Diomedea amsterdamensis - albatro di Amsterdam
- Diomedea immutabilis - albatro di Laysan fino a qualche tempo fa classificato in questo genere

## Evoluzione
I più antichi fossili di forme appartenenti a questo genere risalgono al Miocene Medio, circa 12-15 Ma. In quel periodo, i generi Phoebastria e Diomedea erano già separati tra loro.
Specie fossili
- Diomedea milleri (Miocene Medio di Sharktooth e, forse, di Astoria, Oregon, USA)
- Diomedea sp. (Miocene Superiore della Penisola di Valdez, Antartide)
- Diomedea sp. (Pliocene Superiore del Sudafrica)
- Diomedea sp. (Pliocene Superiore della Bone Valley, Florida)
- Diomedea thyridata Wilkinson, 1969 (Miocene Superiore della Baia di Beaumaris, Australia)[1][2].

Almeno 4 specie sono state ritrovate nei depositi pliocenici di Lee Creek Mine, Carolina del Nord. Essi sono in parte identici alle forme menzionate sopra. L'assegnazione di questi taxa al genere Diomedea, tuttavia, è avvenuta prima della revisione tassonomica della famiglia e soprattutto le specie dell'emisfero australe potrebbero essere appartenute ad altri generi.

## Accoppiamento e riproduzione
Gli albatri sono essenzialmente monogami, ed è la femmina a scegliere accuratamente il compagno, anche dopo anni di corteggiamenti. Subito dopo che la femmina ha scelto il suo compagno della vita ha inizio l'accoppiamento.
Sono i maschi a costruire il nido, raccogliendo terriccio e frammenti di vegetali. La femmina, invece, cova l'uovo del peso di 500 grammi, per un periodo di circa 3 mesi, nel quale i due compagni si scambiano il posto per andare in cerca di cibo. Il piccolo nato dall'uovo non potrà essere autosufficiente se non dopo 9 mesi, ma i genitori potranno accoppiarsi di nuovo soltanto quando il loro piccolo sarà in grado di volare e procurarsi il cibo da solo, circa 2 anni dopo la prima cova.
La popolazione mondiale è fortemente in crisi a causa del grandissimo numero di esemplari che vengono catturati dalle reti a strascico.